# Ochrota malagassa
Ochrota malagassa là một loài bướm đêm thuộc phân họ Arctiinae, họ Erebidae.